# ŠD Ptuj
ŠD Ptuj, pełna nazwa Šahovsko društvo Ptuj – słoweński klub szachowy z siedzibą w Ptuju.

## Historia
Klub został założony jesienią 1935 roku pod nazwą Ptujski šahovski klub. W 1941 roku klub zaprzestał działalności, wznowił ją w 1946 roku jako sekcja Fizkulturnega društva Ptuj. W 1949 roku powołano niezależny klub ŠD Ptuj, którego pierwszym przewodniczącym był Anton Kancler. W 1950 roku gościnne symultany w klubie rozegrali Vasja Pirc i Borislav Kostić, w późniejszym czasie gośćmi klubu byli również m.in. Anatolij Karpow, Svetozar Gligorić, Wiliam Lombardy i Vlatko Kovačević. W 1980 roku zespół zdobył mistrzostwo Słowenii. W 1982 roku klub zajął trzecie miejsce w drugiej lidze Jugosławii, jednak dwa lata później spadł z niej. W 1989 roku zespół ponownie wygrał mistrzostwa Słowenii.
Po rozpadzie Jugosławii klub uczestniczył w mistrzostwach Słowenii. W latach 1999–2000 ŠD Ptuj zajął trzecie miejsce w Državnej članskiej lidze. W 2006 roku ptujski klub ponownie był trzeci. W sezonach 2007–2008 zespół zdobył mistrzostwo kraju. W 2008 roku zespół zadebiutował w Pucharze Europy. ŠD Ptuj uzyskał wówczas zwycięstwa z Gambitem Bonnevoie i Slávią Koszyce, zremisował z SK Hohenems i Clichy-Echecs 92, a przegrał z PVK Kijów, 1. Novoborským ŠK, Haladásem VSE Szombathely, zajmując w klasyfikacji końcowej 40. miejsce. W latach 2009–2012 zespół uzyskiwał wicemistrzostwo kraju. W 2011 roku w Pucharze Europy zespół zajął 24. miejsce, wygrywając cztery mecze (m.in. z wyżej notowanym Gros XT) i przegrywając trzy. W sezonie 2016 ŠD Ptuj uzyskał trzecie miejsce w krajowych rozgrywkach. W 2017 roku klub spadł z pierwszej ligi słoweńskiej, wrócił do niej w sezonie 2019. W latach 2021–2023 klub zajmował trzecie miejsce w lidze. W sezonie 2024 zespół spadł z ligi.

## Arcymistrzowie w historii klubu
- Suat Atalık[3]
- Ołeksandr Bielawski[21]
- Jure Borišek[22]
- Ognjen Cvitan[23]
- Attila Czebe[24]
- Ivan Ivanišević[25]
- Velimir Ivić[24]
- Jurij Kryworuczko[9]
- Jurij Kuzubow[26]
- Andrij Maksymenko[22]
- Adrian Michalczyszyn[27]
- Duško Pavasovič[22]
- Arszak Petrosjan[2]
- Dušan Rajković[23]
- Nenad Ristić[23]
- Zoltán Varga[24]
- Andrij Wołokitin[6]